# Kind Butler
Kind Butler (Estados Unidos, 8 de abril de 1989) es un atleta estadounidense especializado en la prueba de 4x400 m, en la que consiguió ser campeón mundial en pista cubierta en 2014.

## Carrera deportiva
En el Campeonato Mundial de Atletismo en Pista Cubierta de 2014 ganó la medalla de oro en los relevos de 4x400 metros, llegando a meta en un tiempo de 3:02.13 segundos, por delante de Reino Unido y Jamaica (bronce).